# Натрошвілі Арчил Георгійович
Арчил Георгійович Натрошвілі (12 листопада 1905, село Земо Мачхаані, тепер Дедоплісцкаройський муніципалітет, Грузія — 19 лютого 1980, місто Тбілісі, тепер Грузія) — грузинський радянський діяч, зоотехнік-селекціонер, директор Грузинського науково-дослідного інституту тваринництва, кандидат сільськогосподарських наук (1936), доктор сільськогосподарських наук (1951), професор (1952). Депутат Верховної ради СРСР 3—4-го скликань.

## Життєпис
Народився в селянській родині. Трудову діяльність розпочав пастухом вівчарського радгоспу в Грузинській РСР. Закінчив середню школу в місті Сігнахі. У 1928—1930 роках працював зоотехніком Мердзеульської Спілки тваринників Грузинської РСР.
У 1930 році закінчив агрономічний факультет (потім реорганізований в сільськогосподарський інститут) Тифліського державного університету.
З 1931 року — старший зоотехнік Грузинського вівчарського центру та відділу сільськогосподарського тваринництва ЦК КП(б) Грузії. Працював у Народному комісаріаті землеробства Грузинської РСР, у вівчарських радгоспах і зональних станціях Української СРР та Середньої Азії, вивчав питання гібридизації та акліматизації в заповіднику Асканія-Нова.
У 1933—1937 роках — аспірант Всесоюзного науково-дослідного інституту тваринництва в Москві.
У 1937—1941 роках — завідувач лабораторії вівчарства Грузинського науково-дослідного інституту тваринництва.
Член ВКП(б) з 1939 року.
У 1941—1946 роках — директор навчального господарства «Удабно» Сагареджойського району Грузинської РСР. У 1946—1948 роках — старший науковий співробітник Грузинського науково-дослідного інституту тваринництва. У 1948—1949 роках — директор навчального господарства «Удабно» Сагареджойського району Грузинської РСР. За виведення нової породи овець «Грузинська вівця» отримав Сталінську премію третього ступеня 1949 року.
У 1949—1956 роках — директор Грузинського науково-дослідного інституту тваринництва.
У 1956—1980 роках — завідувач відділу вівчарства Грузинського науково-дослідного інституту тваринництва; завідувач кафедри вівчарства, а потім лабораторії вівчарства Грузинського зоотехніко-ветеринарного науково-дослідного інституту.
Помер 19 лютого 1980 року в місті Тбілісі.

## Нагороди
- орден Леніна
- орден Трудового Червоного Прапора
- орден «Знак Пошани»
- медалі
- Сталінська премія III-го ст. (1949)
- Заслужений діяч науки Грузинської РСР (1977)